# Hodges meteorit

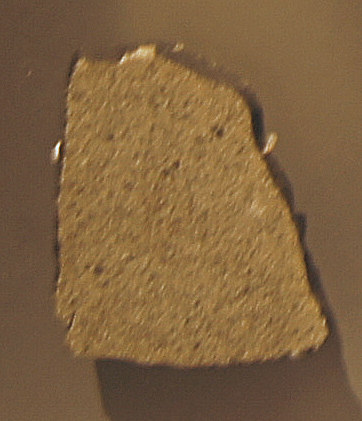
Hodges meteorit, fragmentet i National Museum of Natural History, Smithsonian Institute

Hodges meteorit är en meteorit, av typ vanlig kondrit, stor som en grapefrukt, vilken den 30 november 1954 kraschade på taket till Ann Elizabeth Hodges (1920-1972) hyrda hus i Oak Grove i närheten av Sylacauga i Alabama i USA, när hon låg och sov i sitt vardagsrum. Det förstörde Hodges radio och skadade också henne själv. Nedslaget av Hodges meteorit är det enda kända fallet, där med säkerhet en meteorit har träffat en människa. Hodges meteorit var det större av de två fragment som hittats av Sylacaugameteoriten.
Ann Hodges och hennes man Eugene fick efter en kontrovers slutligen behålla meteoriten. Hon donerade den 1956 till Alabama Museum of Natural History.
Meteoritfragmentet har en vikt på 3,86 kilogram. Det är 18×12,5×12,5 centimeter och har en svart yta efter det heta mötet med jordens atmosfär. Det är endast en liten del av en meteorit, som antas ha vägt mer än 67 kilogram vid inträdet i atmosfären.
Bonden Julius Kempis McKinney hittade dagen efter, den 1 december 1954, ett andra, mindre fragment av meteoriten på 1,68 kilogram på en grusväg drygt tre kilometer från Hodges hus. Han sålde det till National Museum of Natural History inom Smithsonian Institute i Washington D.C. för en summa som räckte till en liten gård och en begagnad bil. Ett tredje fragment tros ha fallit ned nära Childersburg, några kilometer nordväst om Oak Grove.